# 大阪市立夕陽丘中学校
大阪市立夕陽丘中学校（おおさかしりつ ゆうひがおか ちゅうがっこう）は、大阪府大阪市天王寺区にある公立中学校。1947年創立。略称は夕陽丘の「夕」、中学校の「中」から「ユウチュウ」である。

## 沿革
学制改革により、天王寺区で最初の新制中学校の一つ、大阪市立天王寺第二中学校として開校した。開校当初は大阪市立五条小学校の教室を借用し、開校当初の校区は五条、生魂、桃陽、味原、真田山の5小学校の校区だった。
翌1948年には大阪府立清水谷高等学校・大阪市立生魂小学校の2ヶ所の教室を借用して授業を実施していた。清水谷高等学校を本校とし、生魂小学校を分校とした。
1949年には大阪市の中学校の名称について、従来の「区名＋番号」の仮称を改め、地名などからとった校名へと一斉に変更されることになった。これに伴い大阪市立高津中学校へと改称されている。
1950年には、旧桃丘小学校（戦災で五条小学校に統合し廃校、現在の大阪市立天王寺図書館の場所）に移転している。清水谷高等学校内の仮校舎については引き続き分校として使用した。
開校以来仮校舎の状態が続き、独立校舎の場所は未定だった。義務教育の校舎優先などとした当時の行政当局の方針を受け、大阪府立高津高等学校を清水谷高等学校に合併させて空いた校舎を譲り受けることも検討されたが、実現しなかった。その後戦災で焼け野原になっていた現在地を校地として選定した。校地の買収などを経て、1951年には現在地に校舎が完成し、現在地での教育活動を開始している。
1952年には真田山・味原の2小学校を校区とした新設中学校が設置されることになった。検討の末、新設中学校に高津中学校の校名を譲り、従来の高津中学校は大阪市立夕陽丘中学校へと改称されることになった。

### 年表
- 1947年4月1日 - 大阪市立天王寺第二中学校として、大阪市立五条小学校内の仮校舎で開校。
- 1948年4月30日 - 大阪府立清水谷高等学校・大阪市立生魂小学校内に仮校舎を移転。
- 1949年5月1日 - 大阪市立高津中学校と改称。
- 1950年 - 旧桃丘小学校跡に仮校舎を移転。
- 1951年 - 現在地に校舎完成。
- 1952年4月1日 - 大阪市立高津中学校を分離新設。大阪市立夕陽丘中学校と改称。

## 通学区域
- 大阪市立五条小学校、大阪市立桃陽小学校、大阪市立生魂小学校の通学区域。

## 主な出身者
- 今田耕司（お笑いタレント）
- MINMI（シンガーソングライター）
- 菱田諭士（写真家）
- 湊崎紗夏（TWICEメンバー、サナ）

## 交通
- 地下鉄谷町線 四天王寺前夕陽ヶ丘駅 北東へ約650m。
- 大阪環状線 桃谷駅 西へ約950m。

## 姉妹校
- 大韓民国 - 新鐵原中学校